# Vol. 3: (The Subliminal Verses)
 Vol. 3: (The Subliminal Verses) — третій студійний альбом американського метал-гурту Slipknot. Оригінальне видання альбому було опубліковано 25 травня 2004 року під лейблом Roadrunner Records, а спеціальне, яке містить бонусний диск, 12 квітня 2005 року. Це єдиний альбом Slipknot у якому продюсером став Рік Рубін. У 2003 році група переїхала до «The Mansion» для роботи над альбомом. Спочатку група записувала альбом не охоче, Корі Тейлор постійно випивав. Незважаючи на це групі вдалося написати достатньо матеріалу для нового альбому. «Vol. 3» вважається першим альбомом гурту, який включає більш традиційні та мелодійні пісенні структури, гітарні соло та акустичні інструменти.
Альбом отримав загалом позитивні відгуки. «AllMusic» похвалив Slipknot.
Альбом досягнув першої десятки за продажем в одинадцяти країнах, і став платиновим у США. Також група отримала премію «Греммі» за найкращу метал-пісню «Before I Forget». Наприкінці 2009 року «Before I Forget» був внесений до списку «Найкраща метал-пісня десятиліття AOL».

## Запис
Альбом був записаний з продюсером Ріком Рубіном у «The Mansion» в Лос-Анджелесі в 2003 році. Були припущення щодо можливості третього альбому та розпуску групи в майбутньому, через інші проєкти членів гурту. Після того, як альбом був завершений, група сказала, що ці побічні проєкти «врятували групу». Під час повернення групи до запису альбому, їхні розбіжності перешкоджали запису. У 2008 році барабанщик Джої Джордисон сказав: «Ми не спілкувались один з одним протягом трьох місяців, ми просто сиділи там, марнуючи гроші в клятому будинку Гудіні». Перкусіоніст Шон Креєн заявив: «Врешті-решт нам набридло чекати, коли трапиться лайно. Ми зібралися, випили декілька сортів пива, і написали пісню під назвою „Happy Ending“».
В інтерв'ю 2003 року Джордисон пояснив, що незважаючи на початкові проблеми, для альбому було написано більше ніж достатньо матеріалу, і додав, що «краще мати вибір, ніж погодитися на лайно», на відміну від того, як було в попередніх альбомах. Члени колективу розділилися щодо досвіду роботи з продюсером Рубіном. Дехто сумнівався в його відданості групі, коли він розподіляв час між всіма одночасно. Корі Тейлор зізнався в одному з інтерв'ю, що міцно пив протягом усього часу перебування там, кажучи: «Я пив з моменту, коли встав, і до моменту, коли втратив свідомість». Також він додав: «все, що я робив, коли пив, звучало як лайно», висловлюючи наскільки він був незадоволений вибором вокальних партій, які опинилися в альбомі. У цей час перкусіоніст Креєн працював над «Voliminal: Inside the Nine» відео, яке документує процес створення альбому та гастролі, які відбудуться далі.
У відповідях на запитання щодо своєї книги «You're Making Me Hate You» Тейлор заявив, що перший куплет з пісні «Circle» був написаний, і записаний під час туру у підтримку альбому Iowa в 2001 році.
У 2008 році Тейлор заявив, що зустрічався з Рубіном лише чотири рази протягом усього запису альбому, і що Рубін ледве з'явився в студії, на що Тейлор відповів: «З нас стягували величезні суми. І для мене, якщо ти збираєшся щось випускати, ти для цього повинен все робити. Мені начхати, хто ти». І ще він додав: «Його переоцінюють, йому переплачують, і я більше ніколи не буду працювати з ним».
Гітарист Джеймс Рут сказав у тому самому інтерв'ю: «Багато хлопців з групи кажуть, що Рік був недоступний. І так, він бере багато проєктів одночасно, але він також робить корисні речі. Хоча він не був там фізично щодня, але він був…»

## Музичні та ліричні теми
До виходу Vol. 3 учасники групи обіцяли більш експериментальний альбом. Барабанщик Джої Джордисон сказав: «це майже так, як вбивця слухає Radiohead». Вперше в кар'єрі гурту такі пісні, як «Circle» та «Vermilion Pt. 2» виконувались акустичною, а не електричною гітарою. За словами Тодда Бернса із «Stylus Magazine» такі пісні, як «Pulse of the Maggots» та «Before I Forget» містять стиль «грюкаючого металу». На AllMusic написано, що такі композиції, як «The Blister Exists», «Three Nil» і «Opium of the People» поєднують дві крайності метал з мелодією, і найбільш очевидні зміни відбуваються у вокальному стилі Тейлора порівняно мало пісень у яких він використовує кричущий вокал, на відміну від їхніх попередніх робіт. Entertainment Weekly писав, що альбом «стрибає між надмірним спід-металом та нав'язливим акустичним роком».
На думку AllMusic лірика в альбомі включає метафори та торкається тем, які включають гнів, невдоволення та психоз. Різноманітність Тейлора в його вокальному виконанні отримало високу оцінку. Бернс вважав композиції на кшталт «Vermilion Pt. 2» такими, що мають «величну вокальну гармонію». Виступ Тейлора на заключній доріжці «Danger — Keep Away» був високо оцінений. Стилус назвав його найбільш «гнітючим та емоційним» треком в альбомі. Бернс дійшов висновку, що «загалом рифи не втратили свого впливу, але схоже на те, що нарешті група також хоче, щоб слухачі оцінили їх вокальний та ліричний вплив».

## Обкладинка
На обкладинці альбому зображена «маска личинки», розроблена Шоном Креєном. .Назву маски дав фанат групи. Маска була зроблена зі зшитої шкіри та з блискавкою навколо роту.

## Критика
Загалом відгуки про альбом були позитивними. Альбом отримав оцінку 70 % від Metacritic на основі 12 відгуків. Джонні Лофтус із AllMusic назвав альбом «не просто черговим кричущим білбордом з альт-металу». Бернс продовжував називати альбом «найкращим поп-музичним альбомом з часів System of a Down „Toxicity“» давши альбому оцінку «A−». Журнал «Q» привітав альбом як «тріумф». Джон Робб із «PlayLouder» привітав несподіваний успіх гурту, і став «однією з найвідоміших груп світу». Робб додав, що альбом кращий за «Iowa». «Rolling Stone» дав альбому оцінку 3 з 5, зазначивши, що альбом представляє «нові крайності» для групи, «що у випадку гурту означає мелодію та традиційні пісенні структури».
«Alternative Press» розкритикувала альбом, написавши, що «він звучить як прохолодна, другосортна версія „Iowa“». Кріс Хіт з Yahoo! також відгукнувся про альбом негативно. Хіт додав, що «теми передбачувано абсурдні… і все ж м'яко комічні».
Альбом зайняв друге місце на американському Billboard200, після того як за перший тиждень було продано 242 683 копій. Альбом також увійшов до рейтингу і досяг другого місця в Австралійській асоціації звукозаписної індустрії та канадських чартах продажів. Альбом став платиновим у Сполучених Штатах 21 лютого 2005 року. У 2006 році група виграла свій перший Греммі за найкращу метал-пісню із «Before I Forget». У 2009 році Metal Hammer назвав його одним із «Альбомів десятиліття». У журналі «Kerrang!» альбом зайняв 31-е місце серед «50 кращих альбомів 21-го століття». У 2005 році альбом посів 396 місце у «500 найбільших рок-металевих альбомів усіх часів» від журналу «Rock Hard».

## Список треків
| #     | Назва                  | Тривалість |
| ----- | ---------------------- | ---------- |
| 1.    | «Prelude 3.0»          | 3:57       |
| 2.    | «The Blister Exists»   | 5:19       |
| 3.    | «Three Nil»            | 4:48       |
| 4.    | «Duality»              | 4:12       |
| 5.    | «Opium of the People»  | 3:12       |
| 6.    | «Circle»               | 4:22       |
| 7.    | «Welcome»              | 3:15       |
| 8.    | «Vermilion»            | 5:16       |
| 9.    | «Pulse of the Maggots» | 4:19       |
| 10.   | «Before I Forget»      | 4:38       |
| 11.   | «Vermilion Pt. 2»      | 3:44       |
| 12.   | «The Nameless»         | 4:28       |
| 13.   | «The Virus of Life»    | 5:25       |
| 14.   | «Danger – Keep Away»   | 3:13       |
| 60:09 |                        |            |

| Японське видання (бонус трек) | Японське видання (бонус трек) | Японське видання (бонус трек) |
| #                             | Назва                         | Тривалість                    |
| ----------------------------- | ----------------------------- | ----------------------------- |
| 1.                            | «Scream»                      | 4:31                          |
| 64:40                         |                               |                               |

| Спеціальне видання (бонус диск) | Спеціальне видання (бонус диск)             | Спеціальне видання (бонус диск) |
| #                               | Назва                                       | Тривалість                      |
| ------------------------------- | ------------------------------------------- | ------------------------------- |
| 1.                              | «Don't Get Close»                           | 3:47                            |
| 2.                              | «Scream»                                    | 4:31                            |
| 3.                              | «Vermilion (Terry Date mix)»                | 5:25                            |
| 4.                              | «Danger – Keep Away (повноформатна версія)» | 7:55                            |
| 5.                              | «The Blister Exists (live)»                 | 5:21                            |
| 6.                              | «Three Nil (live)»                          | 4:57                            |
| 7.                              | «Disasterpiece (live)»                      | 5:25                            |
| 8.                              | «People = Shit (live)»                      | 3:54                            |
| 41:15                           |                                             |                                 |

| Австралійське видання (бонус диск) | Австралійське видання (бонус диск)          | Австралійське видання (бонус диск) |
| #                                  | Назва                                       | Тривалість                         |
| ---------------------------------- | ------------------------------------------- | ---------------------------------- |
| 1.                                 | «Don't Get Close»                           | 3:47                               |
| 2.                                 | «Scream»                                    | 4:31                               |
| 3.                                 | «Vermilion (Terry Date mix)»                | 5:25                               |
| 4.                                 | «Danger – Keep Away (повноформатна версія)» | 7:55                               |
| 5.                                 | «Disasterpiece (live)»                      | 5:25                               |
| 6.                                 | «New Abortion (live)»                       | 4:01                               |
| 7.                                 | «People = Shit (live)»                      | 3:54                               |
| 34:58                              |                                             |                                    |

## Учасники запису
- (#8) Корі Тейлор — вокал
- (#7) Мік Томпсон — гітара
- (#6) Шон Креєн — перкусія, бек-вокал
- (#5) Крейг Джонс — клавіші
- (#4) Джеймс Рут — гітара
- (#3) Кріс Фен — перкусія, бек-вокал
- (#2) Пол Ґрей — басс, бек-вокал
- (#1) Джої Джордисон — барабани
- (#0) Сід Вілсон — DJ

## Позиції в чартах

### Альбом

#### Щотижневі чарти
| Чарти (2004)                             | Позиція |
| ---------------------------------------- | ------- |
| Australian Albums (ARIA)                 | 2       |
| Austrian Albums (Ö3 Austria)             | 5       |
| Belgian Albums (Ultratop Flanders)       | 6       |
| Belgian Albums (Ultratop Wallonia)       | 12      |
| Canadian Albums (Billboard)              | 2       |
| Danish Albums (Hitlisten)                | 7       |
| Dutch Albums (Album Top 100)             | 14      |
| Finnish Albums (Suomen virallinen lista) | 2       |
| French Albums (SNEP)                     | 6       |
| German Albums (Offizielle Top 100)       | 2       |
| Irish Albums (IRMA)                      | 5       |
| Italian Albums (FIMI)                    | 14      |
| New Zealand Albums (RMNZ)                | 3       |
| Norwegian Albums (VG-lista)              | 15      |
| Polish Albums (ZPAV)                     | 24      |
| Portuguese Albums (AFP)                  | 13      |
| Scottish Albums (OOC)                    | 3       |
| Spanish Albums (PROMUSICAE)              | 4       |
| Swedish Albums (Sverigetopplistan)       | 2       |
| Swiss Albums (Schweizer Hitparade)       | 8       |
| UK Albums Chart (OOC)                    | 5       |
| UK Rock & Metal Albums (OOC)             | 1       |
| Billboard200                             | 2       |

#### Щорічні чарти
| Чарти (2004)                       | Позиція |
| ---------------------------------- | ------- |
| Belgian Albums (Ultratop Flanders) | 82      |
| German Albums (Offizielle Top 100) | 50      |
| Swedish Albums (Sverigetopplistan) | 100     |
| UK Albums Chart (OOC)              | 150     |
| US Billboard200                    | 77      |

#### Сертифікація
| Країна/чарт           | Сертифікація | Сертифікація продажів |
| --------------------- | ------------ | --------------------- |
| Австралія (ARIA)      | Платиновий   | 70 000                |
| Канада (Music Canada) | Платиновий   | 100 000               |
| Данія (IFPI Denmark)  | Платиновий   | 20 000                |
| Німеччина (BVMI)      | Золотий      | 100 000               |
| Японія (RIAJ)         | Золотий      | 100 000               |
| Нова Зеландія (RIANZ) | Золотий      | 7 500                 |
| Норвегія (IFPI)       | Золотий      | 10 000                |
| Велика Британія (BPI) | Платиновий   | 300 000               |
| США (RIAA)            | Платиновий   | 1 000 000             |

### Пісні
| Рік  | Сингл             | Чарт                   | Позиції |
| ---- | ----------------- | ---------------------- | ------- |
| 2004 | «Duality»         | Mainstream Rock Tracks | 5       |
| 2004 | «Duality»         | Modern Rock Tracks     | 6       |
| 2004 | «Duality»         | UK Singles Chart       | 15      |
| 2004 | «Vermilion»       | Mainstream Rock Tracks | 14      |
| 2004 | «Vermilion»       | Modern Rock Tracks     | 17      |
| 2004 | «Vermilion»       | UK Singles Chart       | 31      |
| 2005 | «Before I Forget» | Mainstream Rock Tracks | 11      |
| 2005 | «Before I Forget» | Modern Rock Tracks     | 32      |
| 2005 | «Before I Forget» | UK Singles Chart       | 35      |